# Anisodes spadix
Anisodes spadix là một loài bướm đêm trong họ Geometridae.